# جان ربيع
جان ربيع (بالإنجليزية: Jan Rabie)‏ هو كاتب جنوب أفريقي، ولد في 14 نوفمبر 1920 في جورج في جنوب أفريقيا، وتوفي في 15 نوفمبر 2001.